# Oscar Wirth
Oscar Raúl Wirth Lafuente (født 5. november 1955 i Santiago, Chile) er en tidligere chilensk fodboldspiller (målmand).
Wirth nåede igennem sin 21 år lange karriere at spille for hele ti forskellige klubber i både Chile, Peru, Colombia, Tyskland og Spanien. I hjemlandet var han blandt andet tilknyttet Universidad Católica, Cobreloa og Colo-Colo, og vandt det chilenske mesterskab med de to sidstnævnte.
I udlandet spillede Wirth blandt andet to sæsoner hos Real Valladolid i den spanske La Liga, og to sæsoner hos Independiente Medellín i den colombianske liga.
Wirth spillede desuden 12 kampe for det chilenske landshold. Han deltog ved VM i 1982 i Spanien, hvor han dog var reserve for førstevalget Mario Osbén, og ikke kom på banen.

## Titler
Primera División de Chile
- 1979 med Colo-Colo
- 1982 med Cobreloa

Copa Chile
- 1991 med Universidad Católica